# Margatunggal
Margatunggal is een bestuurslaag in het regentschap Musi Rawas van de provincie Zuid-Sumatra, Indonesië. Margatunggal telt 2231 inwoners (volkstelling 2010).